# Хілурія
Хілурія (грец. chylos — сік; uron — сеча) — виділення лімфи (тканинної рідини) з сечею.
Синоніми: галактурія, лактацидурія, лімфурія.[джерело?]

## Симптоми
Свіжовиділена сеча при хілурії ad oculus нагадує концентроване молоко або молочний сік. З часом в посудині відбувається ретракція згустку, і сеча розшаровується на три незмішуваних шари: верхній шар — освічений згусток, середній — молочного кольору, нижній шар — невеликий за обсягом, містить епітеліальні і жирові клітини, солі. На відміну від інших станів, що характеризуються схожим помутнінням сечі (наприклад, при піонефрозі), при хілурії відсутня масивна лейкоцитурія, бактеріурія в значному титрі і симптоми гострого деструктивного процесу в нирках.

## Етимологія
Походження визначення «хілурія» має грецьке коріння: chylus позначає молочний, молочний сік, а ouron — сеча.

## Загальна характеристика
Існує характерна особливість сечі, що містить лімфу: якщо сеча збирається для лабораторного дослідження, вона досить швидко розподіляється трьома шарами — нагорі виявляється найбільш густа її частина, середина — це сеча з лімфою, тобто молочно-біла рідина, внизу — осад, що містить солі, епітеліальні клітини, ліпіди і лейкоцити. Також характерним для хілурії є парадоксальний перебіг, коли вона може самостійно зникати або значно зменшуватися в сенсі інтенсивності наповнення урини лімфою, за умови дотримання суворого ліжкового режиму. Якщо людина встає, особливо різко, відмічається поява не тільки болю через закупорку ниркових і сечовивідних протоків, а й різко змінюється консистенція і склад сечі — вона практично миттєво наповнюється лімфою.

## Етіологія
Хілурія може бути наслідком сполучення (нориці) між лімфатичними і сечовивідних шляхами. Найчастіше лімфосечова фістула виникає між великими лімфатичними судинами і нирковою мискою (чашечками), рідше відзначають залучення в патологічний процес сечового міхура. Найчастіше хілурія виявляється при філяріїдозі — паразитарному захворюванні, що викликається нематодами класу Filariata. Філяріатозу властиво ендемічне поширення. Захворювання передається через комах (головним чином через комарів) і маніфестує одночасним ураженням сечових і лімфатичних шляхів. Хілурія може бути наслідком посттравматичних, запальних, посттуберкульозних і неопластичних процесів, що ведуть до здавлення черевного і грудного лімфатичного колектора, виступати як моносимптом. Її супроводжують, а часто їй передують ознаки лімфостазу нижньої половини тулуба: набряк шкіри живота, статевого члена, мошонки, нижніх кінцівок. Описані спостереження, що свідчать про виникнення ниркової коліки внаслідок обтурації ВМП згустками лімфатичного вмісту. Відзначено кореляція ступеня інтенсивності хілурії від положення тіла пацієнта і прийому їжі. При ортостазі (стоячи) і після прийому їжі хілурія вище, ніж після перебування пацієнта в положенні клиностазу (лежачи) і натщесерце.

## Клінічні прояви
Ознаки хілурії очевидні, так як швидко проявляються нехарактерним виглядом і складом сечі. Однак, хілурія, яку спричинюють філярійні нематоди, у початковій стадії може бути непоміченою людиною, так як первинній атаці паразитами піддається імунна система. Тільки коли пошкоджується лімфатична система і нирки, філяріїдоз перебігає з ознобом, гарячкою. Специфічними ознаками філяріідоза є запальні процеси в лімфатичній системі, що призводять до набряку і «слоновості» кінцівок, ураженням очей, часто гігантського набряку мошонки. Лімфостаз (лімфадема, лімфатичний набряк) — вроджене або набуте захворювання проявляється симптоматикою у вигляді стійких набряків. Набряки супроводжуються ущільненням шкіри, помітним потовщенням кінцівок, що в подальшому призводить до утворення виразок та розвитку «слоновості» кінцівок. Лімфостаз виникає внаслідок порушення балансу між утворенням лімфи і її відтоком від капілярів і периферичних лімфатичних судин, як правило, це явище розвивається в тканинах кінцівок і органів, де знаходяться основні лімфатичні колектори (грудний відділ). Крім явної набряклості, хілурія може спровокувати дизурію (порушення сечовипускання), часто супутню інфекцій сечостатевих шляхів. Також хілурія в стадії загострення супроводжується нирковими коліками, коли згустки лімфи намагаються знайти вихід, болем у ділянці нирок. Загальні симптоми у вигляді молочно-білої сечі і больових відчуттів можуть повторюватися кілька місяців, чергуючи ремісію і рецидиви. Хілурія виявляється за допомогою лабораторних досліджень крові і сечі, рентгенконтрастної лімфографії, урографії, черезшкірної і контрастної пієлографії. Підтвердженням діагнозу є виявлення в крові та сечі яєць і дорослих особин філярій.

## Лікування
Якщо хілурію спричинюють філярії, то лікування на сьогодні визначене ВООЗ, яка рекомендує застосування антипаразитних засобів (альбендазол, івермектин, диетилкарбамазин тощо). При філяріозній хілурії можливе й мінівазивне хірургічне лікування. Одночасно з протипаразитарним лікуванням показано призначення десенсибілізуючої терапії задля зниження ризику алергічних реакцій — антигістамінних препаратів останнього покоління, що не породжують у людини сонливість. Якщо алергії уникнути не вдається, а це часто поєднується з хілурією, застосовують глюкокортикостероїди. Антипротозойні препарати чинять вплив тільки на тих філярій, які знаходяться в кровотоці, усі паразити, що знаходяться в сечі, як правило, надходять туди вже нежиттєздатними. Якщо хілурію довгий час не лікувати, у хворого можуть розвинутися незворотні наслідки у вигляді елефантіаза — слоновості ніг, патологічного ураження сітківки очей, аж до сліпоти. Тому при діагностуванні ускладнених випадків філяріїдоза можливе виконання ендоскопічної коагуляції уражених лімфатичних судин або склеротерапія. Хірургічне лікування також може влючати резекцію уражених ділянок стінки сечового міхура або нефректомію при значному ураженні нирки.

## Прогноз
Прогноз, який передбачає хілурія, при своєчасній діагностиці та лікуванні — сприятливий, при наявності стійкого лімфостазу і «слоновості» можлива інвалідність, летальний результат буває вкрай рідко при гнійно-септичних ускладнень, що розвивається стрімко в умовах, де немає можливості надати належну медичну допомогу. Паразитарна хілурія, лікування якої може бути досить тривалим, на сьогодні є маловивченим симптомом, незважаючи на свою очевидну проявленість у вигляді сечі молочно-білого кольору. Хілурія, яка розвивається на тлі лімфангіоми або злоякісних пухлин, окремого лікування не вимагає, оскільки терапія повинна бути спрямована на купірування основної симптоматики захворювання.